# Zegar liczący
Zegar liczący – maszyna licząca Wilhelma Schickarda posiadająca możliwość wykonywania czterech podstawowych działań matematycznych.
Maszyna wykorzystywała udoskonalone, wykonane w formie walców pałeczki Napiera.
W 1624 roku w niewyjaśnionych okolicznościach spłonął jedyny wykonany egzemplarz zegara liczącego (wiedzę o nim czerpiemy m.in. z listów Schickarda do Johannesa Keplera).